# Лапидарий (Керчь)
Лапидарий (от лат. lapis — камень) — находящаяся в Керчи коллекция образцов античного искусства, содержащая предметы, открытые во время раскопок городищ Боспорского царства, а также другие находки, обнаруженные на территории Керченского полуострова. Занимает одно из ведущих мест среди хранилищ классических эпиграфических памятников мира. В Керченском лапидарии хранятся боспорские древнегреческие надписи, сделанные на камне, скульптура и архитектурные детали, образцы гебраистских и тюркских надгробий.

## История основания
Основу лапидарной коллекции составили материалы из личного собрания известного исследователя Поля Дюбрюкса, который в 1810—1820 гг. собрал коллекцию античных предметов и дал ей название «Древнехранилище». В дальнейшем коллекция пополнялась из различных источников. Многие предметы были подарены музею местными жителями. Большая часть коллекции сформировалась в дореволюционный период. Некоторые экземпляры за прошедшее время были вывезены в Британский музей, Эрмитаж, Государственный музей изобразительных искусств имени А. С. Пушкина (г. Москва) и другие музеи. В советский период часть коллекции хранилась в здании храма Иоанна Предтечи. в Керчи.
С 9 августа 2011 года коллекция лапидария стала доступна для массового ознакомления.

## Состав коллекции

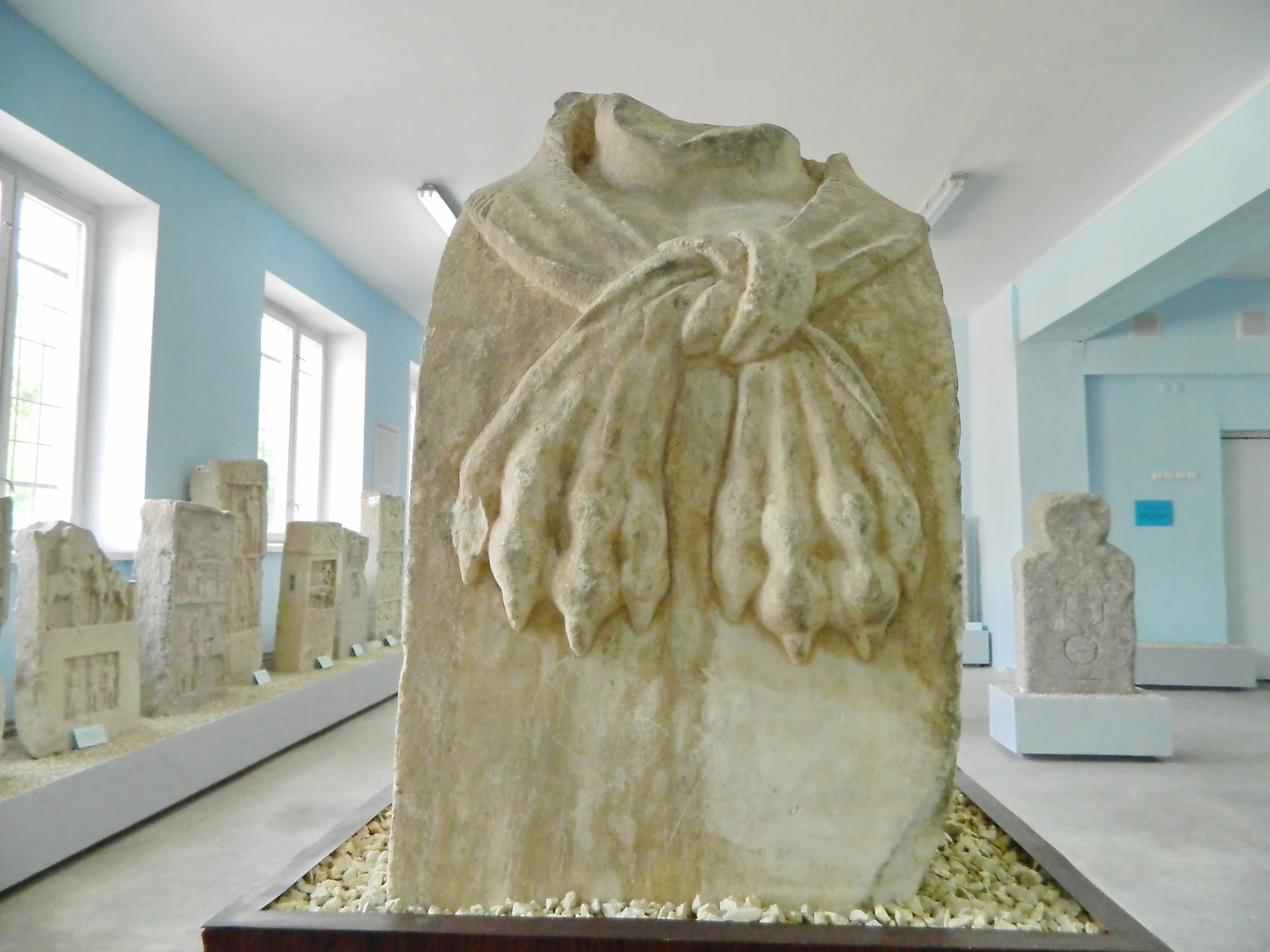
Стела

В настоящее время (2016 г.) коллекция Лапидария насчитывает более 3000 единиц хранения. В собрании артефактов представлены образцы античной (основная часть коллекции) и средневековой эпох. Широко представлена античная скульптура, многочисленные надгробные и эпиграфические памятники, архитектурные детали, культовые предметы.
В лапидарной экспозиции представлены также портретные изображения жителей Боспора, мемориальная и декоративная скульптура, произведения архитектурной пластики, предметы культового назначения, фрагменты античных мраморных стел, фонтанов, культовых столов, фасадов домов. Выставка иллюстрирует различные стороны жизни населения античных боспорских городов.
В состав коллекции входят артефакты христианского, исламского, иудейского и античного происхождения .
Благодаря ежегодным раскопкам, которые проводятся на античных городищах Керчи, коллекция продолжает пополняться новыми экспонатами.

## Исследовательская работа
С 2002 года на базе лапидария действует Международная школа консервации камня. В ней принимают участие специалисты из России, с Украины, из Дании. Также ведётся научная и исследовательская работа. Проводятся работы по расширению экспозиции.